# HD 233604
HD 233604 — одиночная звезда в созвездии Большой Медведицы на расстоянии приблизительно 2833 световых лет (около 869 парсек) от Солнца. Видимая звёздная величина звезды — +10,29m. Возраст звезды оценивается как около 2,4 млрд лет.
Вокруг звезды обращается, как минимум, одна планета.

## Характеристики
HD 233604  — оранжевый гигант спектрального класса K5. Масса — около 1,5 солнечной, радиус — около 10,42 солнечного, светимость — около 57,314 солнечной. Эффективная температура — около 4707 К.

## Планетная система
В 2013 году группой астрономов было объявлено об открытии планеты HD 233604 b. Она представляет собой газовый гигант, обращающийся на расстоянии 0,747 а.е. от родительской звезды. Масса планеты составляет 6,5 масс Юпитера. Полный оборот вокруг звезды она совершает за 192 суток. Открытие планеты было совершено методом доплеровской спектроскопии.